# Ricky Martin
För andra betydelser, se Ricky Martin (olika betydelser).
Ricky Martin född Enrique Martín Morales IV den 24 december 1971 i San Juan, är en puertoricansk musiker. Han sålt över 55 miljoner skivor sedan han blev soloartist efter att ha lämnat gruppen Menudo 1991. Han sjunger både på spanska och engelska. Bland hans sånger märks "Maria", "The Cup Of Life (La Copa De La Vida)", "She Bangs" och "Livin' la vida Loca".

## Socialt engagemang
Martin har engagerat sig i barns säkerhet och hälsa, bland annat genom Rädda barnen och som goodwillambassadör för Unicef. Han har även startat Ricky Martin Foundation för att hjälpa barn. Stiftelsen arbetar aktivt för att stoppa slavhandel med barn och även mot barnprostitution och barnpornografi.
I januari 2005 reste Martin till Thailand för att själv se förödelsen efter tsunamin i december året innan och för att försöka förstå vilka behov barnen i området hade efter katastrofen. Detta ledde att han tillsammans med Habitat for Humanity byggde ett antal bostadshus som lämnades över till familjer som blivit hemlösa.
Ricky Martin påbörjade under 2009 sina memoarer, där han bland annat för första gången officiellt talade om sin homosexualitet.

## Diskografi

### Studioalbum
- 1991 – Ricky Martin
- 1993 – Me Amarás
- 1995 – A Medio Vivir
- 1998 – Vuelve
- 1999 – Ricky Martin
- 2000 – Sound Loaded
- 2003 – Almas del Silencio
- 2005 – Life
- 2011 – Música + Alma + Sexo
- 2015 – A Quien Quiera Esuchar

### Samlingsalbum
- 2008 – 17